# Pulo (Seulimeum)
Pulo is een bestuurslaag in het regentschap Aceh Besar van de provincie Atjeh, Indonesië. Pulo telt 207 inwoners (volkstelling 2010).